# Platycheirus tarsalis
Platycheirus tarsalis là một loài ruồi trong họ Ruồi giả ong (Syrphidae). Loài này được Schummel mô tả khoa học đầu tiên năm 1837. Platycheirus tarsalis phân bố ở vùng Cổ Bắc giới